# 29686 Raymondmaung
A 29686 Raymondmaung (ideiglenes jelöléssel (29686) 1998 XO53) a Naprendszer kisbolygóövében található aszteroida. A LINEAR projekt keretében fedezték fel 1998. december 14-én.